# Ramularia kriegeriana
Ramularia kriegeriana är en svampart som beskrevs av Bres. 1900. Ramularia kriegeriana ingår i släktet Ramularia och familjen Mycosphaerellaceae.   Inga underarter finns listade i Catalogue of Life.